# Liutprand de Cremona
Liutprand (de asemenea, Liudprand, Liuprand, Lioutio, Liucius, Liuzo sau Lioutsios) (n. cca. 922 – d. 972) a fost un istoric longobard și episcop de Cremona.
Liutprand s-a născut într-o proeminentă familie longobardo din Pavia în prima parte a secolului al X-lea. În anul 931 a intrat ca paj al regelui Ugo de Arles, care își ținea la Pavia curtea de rege al Italiei și care s-a căsătorit cu celebra Marozia din Roma. Liutprand a primit educația la curte și a devenit cleric la Cathedrala din Pavia. După ce Ugo a murit în 947, lăsând pe tronul Italiei pe fiul său Lothar al II-lea de Italia, Liutprand a devenit secretarul confidențial al următorului rege al Italiei, Berengar al II-lea, marchiz de Ivrea, căruia i-a devenit apoi cancelar și de către care a fost trimis în 949 într-o ambasadă la curtea bizantină a împăratului Constantin al VII-lea Porfirogenetul. Dat fiind că atât tatăl, cât și tatăl vitreg al lui Liutprand fuseseră ambasadori la Constantinopol și că Liutprand însuși se pregătea pentru a învăța limba greacă (nu foarte cunoscută în Occidentul secolului al X-lea), Liutprand părea cel mai potrivit pentru o asemenea misiune. Cu toate acestea, el a avut parte de o experiență lipsită de roade și totodaă umilitoare timp de patru luni, față de care el a luat atitudine în relatarea sa, intitulată Antapodosis.
La întoarcere, Liutprand a căzut în digrație la Pavia, drept pentru care a aderat la tabăra rivalului lui Berengar, regele german Otto I "cel Mare", care va deveni rege de Italia dupămoartea lui Lothar în 950. Împreună cu Otto I, el a revenit în Italia în 961, unde a fost învestit ca episcop de Cremona în anul următor. La curtea lui Otto, Liutprand s-a întâlnit cu Recemund, ambasadorul califului Abd al-Rahman al III-lea din Córdoba, care l-a convins să scrie o istorie a vremurilor sale (ulteriorul Antapodosis, care a fost dedicat lui Recemund). Lui Liutprand i s-au încredințat adesea misiuni diplomatice importante, iar în 963 a fost trimis pe lângă papa Ioan al XII-lea, la începutul disputei dintre Papalitate și Imperiu, ca urmare a supunerii fiului lui Berengar, Adalbert față de papă. Liutprand a participat la conclavul episcopilor care l-au depus pe papa Ioan al XII-lea la 6 noiembrie 963 și a redactat singura descriere narativă a acelor evenimente.
El a fost angajat frecvent în misiuni pe lângă papi, iar în 968 a fost din nou trimis la Constantinopol, de această dată la curtea împăratului Nicefor al II-lea Focas, pentru a solicita mâna Annei Porfirogeneta (fiica fostului împărat bizantin Romanos al II-lea pentru tânărul Otto (viitorul împărat Otto al II-lea). Totodată, lui Liutprand i s-a dat ca misiune și încheierea păcii cu Bizanțul, care încă revendica Benevento și Capua pentru sine, provincii care se aflau de facto sub conducerea longobarzilor, ale căror forțe se aflaseră de curând în conflict cu Otto la Bari. Primirea sa în capitala bizantină și de această dată umilitoare și a constituit un dezastru diplomatic.
Relatarea pe care a lăsat-o asupra acestei misiuni în Relatio de Legatione Constantinopolitana constituie poate cea mai plastică și plină de viață scriere de acest gen din secolul al X-lea. Descrierea detaliată a Constantinopolului și a curții imperiale bizantine constituie un document de rară valoare, deși este impregnată puternic de ostilitatea autorului la adresa Bizanțului.
Dacă s-a întors sau nu în 971 cu ambasada pentru a o aduce pe Anna Porfirogeneta este incert. Liutprand pare să fi murit în 972, dat fiind că succesorul său în scaunul episcopal de Cremona era deja instalat în 973.

## Opere
- Antapodosis, seu rerum per Europam gestarum, Libri VI, o narațiune istorică, relatând evenimente, în special din Italia, din perioada dintre anii 887 și 949, "compilate în scopul de a se răzbuna pe Berengar și pe regina acestuia, Willa" (potrivit Encyclopædia Britannica 1911)
- Historia Ottonis, un elogiu la adresa patronului său Otto, acoperind din păcate doar anii 960-964, scrisă din postura de susținător al împăratului
- Relatio de legatione Constantinopolitana ad Nicephorum Phocam, cuprinzând anii 968-969